# José María Llanos Pitarch
José María Llanos Pitarch (València, ?) és un polític, advocat i professor universitari valencià, és diputat a les Corts Valencianes en la X i XI legislatura, i síndic-portaveu del Grup Parlamentari Vox des de gener de 2024.

## Biografia
És llicenciat i doctor en Dret i en Ciències Polítiques per la Universitat de València on excerceix de professor de Dret Romà des del 1989. Com a advocat ha treballat com a consultor legal i l'any 2019 es va descobrir que havia obtingut ingressos per part d'una fundació lligada al cas de corrupció del Partit Popular, el cas Blasco, entre 2005 i 2013. També ha participat en grups de pressió catòlics educatius de caràcter concertat i privat (Valencia Educa en Libertad i la vicepresidència de la Federación de Educación y Desarrollo en Libertad) i ha sigut magistrat de l'Audiència Provincial de València.
El 2014 es vincula amb el partit ultradretà Vox esdevenint president provincial de la demarcació de València. A les Eleccions a les Corts Valencianes de 2019 va encapçalar la llista per aquesta circumscripció i candidat a la presidència de la Generalitat Valenciana aconseguint irrompre en el Parlament per primera vegada en la història amb 10 escons tot i que va cedir el lideratge del grup parlamentari a la seua companya Ana Vega.
Va revalidar l'escó a les Eleccions de 2023 i va substituir la portaveu del grup des de l'anterior legislatura uns mesos després per decisió de la direcció del partit a Madrid.